# Grand Prix-wegrace van Groot-Brittannië 2021
De Grand Prix-wegrace van Groot-Brittannië 2021 was de twaalfde race van het wereldkampioenschap wegrace-seizoen 2021. De race werd verreden op 29 augustus 2021 op Silverstone nabij Silverstone in het Verenigd Koninkrijk.

## Uitslag

### MotoGP
Lorenzo Savadori startte de race niet omdat hij nog te veel last had van een enkelblessure die hij opliep tijdens de Grand Prix van Stiermarken.
| Pos | Nr | Rijder            | Constructeur | Rondes | Tijd           | Grid | Punten |
| --- | -- | ----------------- | ------------ | ------ | -------------- | ---- | ------ |
| 1   | 20 | Fabio Quartararo  | Yamaha       | 20     | 40:20.579      | 3    | 25     |
| 2   | 42 | Álex Rins         | Suzuki       | 20     | +2.663         | 10   | 20     |
| 3   | 41 | Aleix Espargaró   | Aprilia      | 20     | +4.105         | 6    | 16     |
| 4   | 43 | Jack Miller       | Ducati       | 20     | +4.254         | 7    | 13     |
| 5   | 44 | Pol Espargaró     | Honda        | 20     | +8.462         | 1    | 11     |
| 6   | 33 | Brad Binder       | KTM          | 20     | +12.189        | 12   | 10     |
| 7   | 27 | Iker Lecuona      | KTM          | 20     | +13.560        | 18   | 9      |
| 8   | 73 | Álex Márquez      | Honda        | 20     | +14.044        | 17   | 8      |
| 9   | 36 | Joan Mir          | Suzuki       | 20     | +16.226        | 11   | 7      |
| 10  | 9  | Danilo Petrucci   | KTM          | 20     | +16.287        | 16   | 6      |
| 11  | 5  | Johann Zarco      | Ducati       | 20     | +16.339        | 9    | 5      |
| 12  | 23 | Enea Bastianini   | Ducati       | 20     | +17.696        | 13   | 4      |
| 13  | 30 | Takaaki Nakagami  | Honda        | 20     | +18.285        | 15   | 3      |
| 14  | 63 | Francesco Bagnaia | Ducati       | 20     | +20.913        | 2    | 2      |
| 15  | 10 | Luca Marini       | Ducati       | 20     | +21.018        | 14   | 1      |
| 16  | 88 | Miguel Oliveira   | KTM          | 20     | +22.022        | 20   |        |
| 17  | 35 | Cal Crutchlow     | Yamaha       | 20     | +23.232        | 19   |        |
| 18  | 46 | Valentino Rossi   | Yamaha       | 20     | +29.758        | 8    |        |
| 19  | 96 | Jake Dixon        | Yamaha       | 20     | +50.845        | 21   |        |
| DNF | 89 | Jorge Martín      | Ducati       | 1      | Schade ongeluk | 4    |        |
| DNF | 93 | Marc Márquez      | Honda        | 0      | Ongeluk        | 5    |        |
| DNS | 32 | Lorenzo Savadori  | Aprilia      | 0      | Blessure       |      |        |

### Moto2
Lorenzo Dalla Porta startte de race niet vanwege een aanhoudende schouderblessure.
| Pos | Nr | Rijder                | Constructeur | Rondes | Tijd        | Grid | Punten |
| --- | -- | --------------------- | ------------ | ------ | ----------- | ---- | ------ |
| 1   | 87 | Remy Gardner          | Kalex        | 18     | 37:31.642   | 4    | 25     |
| 2   | 72 | Marco Bezzecchi       | Kalex        | 18     | +0.481      | 1    | 20     |
| 3   | 9  | Jorge Navarro         | Boscoscuro   | 18     | +1.930      | 2    | 16     |
| 4   | 22 | Sam Lowes             | Kalex        | 18     | +2.284      | 3    | 13     |
| 5   | 21 | Fabio Di Giannantonio | Kalex        | 18     | +6.952      | 6    | 11     |
| 6   | 37 | Augusto Fernández     | Kalex        | 18     | +7.059      | 7    | 10     |
| 7   | 44 | Arón Canet            | Boscoscuro   | 18     | +10.706     | 8    | 9      |
| 8   | 97 | Xavi Vierge           | Kalex        | 18     | +12.842     | 9    | 8      |
| 9   | 79 | Ai Ogura              | Kalex        | 18     | +12.877     | 14   | 7      |
| 10  | 16 | Joe Roberts           | Kalex        | 18     | +14.344     | 10   | 6      |
| 11  | 12 | Thomas Lüthi          | Kalex        | 18     | +20.112     | 17   | 5      |
| 12  | 13 | Celestino Vietti      | Kalex        | 18     | +22.371     | 23   | 4      |
| 13  | 23 | Marcel Schrötter      | Kalex        | 18     | +22.525     | 15   | 3      |
| 14  | 11 | Nicolò Bulega         | Kalex        | 18     | +23.672     | 11   | 2      |
| 15  | 64 | Bo Bendsneyder        | Kalex        | 18     | +24.116     | 13   | 1      |
| 16  | 54 | Fermín Aldeguer       | Boscoscuro   | 18     | +26.847     | 16   |        |
| 17  | 35 | Somkiat Chantra       | Kalex        | 18     | +26.996     | 18   |        |
| 18  | 14 | Tony Arbolino         | Kalex        | 18     | +27.206     | 22   |        |
| 19  | 75 | Albert Arenas         | Boscoscuro   | 18     | +27.414     | 21   |        |
| 20  | 42 | Marcos Ramírez        | Kalex        | 18     | +32.368     | 27   |        |
| 21  | 55 | Hafizh Syahrin        | NTS          | 18     | +38.614     | 26   |        |
| 22  | 24 | Simone Corsi          | MV Agusta    | 18     | +39.074     | 24   |        |
| 23  | 70 | Barry Baltus          | NTS          | 18     | +39.117     | 28   |        |
| DNF | 25 | Raúl Fernández        | Kalex        | 14     | Ongeluk     | 5    |        |
| DNF | 6  | Cameron Beaubier      | Kalex        | 13     | Ongeluk     | 19   |        |
| DNF | 77 | Adam Norrodin         | Kalex        | 12     | Uitgevallen | 29   |        |
| DNF | 62 | Stefano Manzi         | Kalex        | 9      | Ongeluk     | 12   |        |
| DNF | 40 | Héctor Garzó          | Kalex        | 5      | Ongeluk     | 20   |        |
| DNF | 7  | Lorenzo Baldassarri   | MV Agusta    | 3      | Uitgevallen | 25   |        |
| DNS | 19 | Lorenzo Dalla Porta   | Kalex        | 0      | Blessure    |      |        |

### Moto3
John McPhee en Stefano Nepa werden een positie teruggezet omdat zij in de laatste ronde de baanlimieten hadden overschreden.
| Pos | Nr | Rijder            | Constructeur | Rondes | Tijd        | Grid | Punten |
| --- | -- | ----------------- | ------------ | ------ | ----------- | ---- | ------ |
| 1   | 55 | Romano Fenati     | Husqvarna    | 17     | 37:26.974   | 1    | 25     |
| 2   | 23 | Niccolò Antonelli | KTM          | 17     | +1.679      | 5    | 20     |
| 3   | 7  | Dennis Foggia     | Honda        | 17     | +2.107      | 8    | 16     |
| 4   | 28 | Izan Guevara      | GasGas       | 17     | +2.154      | 11   | 13     |
| 5   | 24 | Tatsuki Suzuki    | Honda        | 17     | +7.475      | 13   | 11     |
| 6   | 5  | Jaume Masiá       | KTM          | 17     | +7.541      | 10   | 10     |
| 7   | 40 | Darryn Binder     | Honda        | 17     | +7.559      | 16   | 9      |
| 8   | 53 | Deniz Öncü        | KTM          | 17     | +14.523     | 9    | 8      |
| 9   | 54 | Riccardo Rossi    | KTM          | 17     | +14.541     | 3    | 7      |
| 10  | 99 | Carlos Tatay      | KTM          | 17     | +20.503     | 14   | 6      |
| 11  | 37 | Pedro Acosta      | KTM          | 17     | +21.898     | 22   | 5      |
| 12  | 17 | John McPhee       | Honda        | 17     | +21.859     | 15   | 4      |
| 13  | 71 | Ayumu Sasaki      | KTM          | 17     | +22.028     | 17   | 3      |
| 14  | 12 | Filip Salač       | KTM          | 17     | +22.107     | 6    | 2      |
| 15  | 2  | Gabriel Rodrigo   | Honda        | 17     | +22.157     | 2    | 1      |
| 16  | 11 | Sergio García     | GasGas       | 17     | +22.444     | 24   |        |
| 17  | 82 | Stefano Nepa      | KTM          | 17     | +22.331     | 12   |        |
| 18  | 43 | Xavier Artigas    | Honda        | 17     | +22.580     | 25   |        |
| 19  | 31 | Adrián Fernández  | Husqvarna    | 17     | +25.215     | 19   |        |
| 20  | 67 | Alberto Surra     | Honda        | 17     | +27.518     | 21   |        |
| 21  | 52 | Jeremy Alcoba     | Honda        | 17     | +32.821     | 7    |        |
| 22  | 20 | Lorenzo Fellon    | Honda        | 17     | +33.015     | 18   |        |
| 23  | 6  | Ryusei Yamanaka   | KTM          | 17     | +33.310     | 20   |        |
| 24  | 92 | Yuki Kunii        | Honda        | 17     | +52.820     | 23   |        |
| 25  | 73 | Maximilian Kofler | KTM          | 17     | +52.858     | 27   |        |
| DNF | 16 | Andrea Migno      | Honda        | 5      | Uitgevallen | 4    |        |
| DNF | 27 | Kaito Toba        | KTM          | 3      | Ongeluk     | 26   |        |

## Tussenstanden na wedstrijd

### MotoGP
| Pos | Nr | Rijder            | Team   | Punten |
| --- | -- | ----------------- | ------ | ------ |
| 1   | 20 | Fabio Quartararo  | Yamaha | 206    |
| 2   | 36 | Joan Mir          | Suzuki | 141    |
| 3   | 5  | Johann Zarco      | Ducati | 137    |
| 4   | 63 | Francesco Bagnaia | Ducati | 136    |
| 5   | 43 | Jack Miller       | Ducati | 118    |

### Moto2
| Pos | Nr | Rijder          | Team       | Punten |
| --- | -- | --------------- | ---------- | ------ |
| 1   | 87 | Remy Gardner    | Kalex      | 231    |
| 2   | 25 | Raúl Fernández  | Kalex      | 187    |
| 3   | 72 | Marco Bezzecchi | Kalex      | 179    |
| 4   | 22 | Sam Lowes       | Kalex      | 127    |
| 5   | 44 | Arón Canet      | Boscoscuro | 92     |

### Moto3
| Pos | Nr | Rijder        | Team      | Punten |
| --- | -- | ------------- | --------- | ------ |
| 1   | 37 | Pedro Acosta  | KTM       | 201    |
| 2   | 11 | Sergio García | GasGas    | 155    |
| 3   | 55 | Romano Fenati | Husqvarna | 132    |
| 4   | 7  | Dennis Foggia | Honda     | 118    |
| 5   | 5  | Jaume Masiá   | KTM       | 105    |

1977 · 1978 · 1979 · 1980 · 1981 · 1982 · 1983 · 1984 · 1985 · 1986 · 1987 · 1988 · 1989 · 1990 · 1991 · 1992 · 1993 · 1994 · 1995 · 1996 · 1997 · 1998 · 1999 · 2000 · 2001 · 2002 · 2003 · 2004 · 2005 · 2006 · 2007 · 2008 · 2009 · 2010 · 2011 · 2012 · 2013 · 2014 · 2015 · 2016 · 2017 · 2018 · 2019 · 2021 · 2022 · 2023 · 2024 · 2025